# Systematyka chrząszczy
Systematyka chrząszczy – artykuł ten zawiera krótką historię systematyki rzędu Coleoptera (chrząszcze) oraz obecny, wciąż chwiejny, stan wiedzy na ten temat.

## Historia
Arystoteles, pośród wyróżnianych przez siebie zwierząt, umieszczał kilka nazw odpowiadającym współczesnym nazwom chrząszczy, np. attelaby. Linneusz (w słynnej, 10. edycji swojej Systema Naturae) odróżniał 22 rodzaje chrząszczy, nie wprowadzając żadnych kategorii pośrednich. Dopiero jednak Pierre-André Latreille (1762–1833) stworzył jednolity system klasyfikacji Coleoptera, opublikowany w pracy Precis des Caracteres Generiques des Insectes (1796), gdzie chrząszcze zostały podzielone na 30 rodzin.
Później Latreille udoskonalał swój system. W 1804 dzielił już chrząszcze na 2 "podrzędy", te zaś na 5 sekcji, w których umieścił 39 rodzin (o niejednorodnych końcówkach, innych niż obecnie, np.: Carabici, Staphyliniae, Lucanides itp.). W 1825 roku, w Familles Naturelles du Regne Animal zmniejszył ilość rodzin do 19, wprowadził natomiast podział rodzin na plemiona (tribus). Latreille przy tworzeniu klasyfikacji posługiwał się głównie łatwo zauważalnymi cechami morfologicznymi, np. segmentacją odwłoka.
W 1854 Jean T. Lacordaire wydał (dokończoną w 1876 roku przez F. Chapuise'a) Histoire Naturelle des Insectes. Generes des Coleopteres..., w której po raz pierwszy oparł się na typach pochodzących z całego świata; dokonał również kompilacji dotychczasowych prac szczegółowych. System zaproponowany przez Lacordaire'a jest chaotyczny; powyżej rangi rodziny (których jest 74) nie ma żadnej kategorii pomocniczej, zaś pomocniczymi kategoriami poniżej rodziny są naprzemiennie podrodziny, legiony, kohorty, falangi, sekcje, plemiona czy "grupy nieformalne". Mimo niewielkiej czytelności systemu, korzystano z niego powszechnie jeszcze w XX wieku.
Na początku XX wieku pojawiły się liczne zbiorcze klasyfikacje Coleoptera, które w wysokim stopniu przypominają już obecny układ systematyczny. Ich znaczenie historyczne jest olbrzymie, z powodu jednak ich obfitości i relatywnego podobieństwa, następująca lista nie wyczerpuje tematu:
- Lameere (1900) – 3 podrzędy: Cantharidiformia, Staphyliniformia i Carabiformia
- Kolbe (1901) – 3 podrzędy: Adephaga (prawie Carabiformia sensu Lameere 1900!), Heterophaga oraz Rhynchophora (w kształcie podobnym do obecnego)
- Ganglbauer (1903) – 2 podrzędy: Adephaga i Polyphaga

W tym samym roku Lameere i Kolbe dokonali rewizji swoich prac, obydwaj wprowadzając za Ganglbauerem dwa podrzędy.
Po tym pionierskim okresie, któremu zawdzięczamy dużą część naszej współczesnej wiedzy na temat pokrewieństw wewnątrz Coleoptera, nastąpił długi okres żmudnego korygowania dotychczasowych systemów. Przedstawianie tego procesu byłoby długim i męczącym zadaniem, celowe więc wydaje się przeskoczenie od razu do najbardziej współczesnych pomysłów.

## Obecny stan wiedzy

### Wprowadzenie
Większość (choć słowo to wydaje się nadużyciem zważywszy na obszerność świata koleopterologów) współczesnych badaczy chrząszczy uznaje klasyfikację zbiorczą Roya Crowsona, wybitnego specjalisty w dziedzinie systematyki Coleoptera.
W obszernym wydawnictwie dotyczącym głównie systematyki chrząszczy (Pakaluk J., Ślipiński, S.A. (eds): Biology, Phylogeny and Classification of Coleoptera. Warszawa 1995), dedykowanym właśnie Royowi Crowsonowi, znajduje się szczegółowa klasyfikacja chrząszczy, będąca podsumowaniem lat pracy Crowsona oraz najbardziej aktualnych badań. Autorami tej pracy są J.F. Lawrence i A.F. Newton Jr. – również doświadczeni znawcy tematu. Praca nosi tytuł: Families and subfamilies of Coleoptera (with selected genera, notes, references and data on family-group names).
Choć jak na systematykę (zwłaszcza tak dynamicznie poznawanej grupy owadów) 10 lat wydaje się niezwykle długim okresem, wspomniana praca cytowana jest niemal we wszystkich opracowaniach dotyczących tematu chrząszczy. Powstały od tego czasu liczne doskonałe prace na temat konkretnych, mniejszych grup Coleoptera, i to one są ostatecznym źródłem informacji. Niemniej w artykule na temat systematyki całego rzędu powinna znaleźć się jakaś jednolita propozycja dla całej grupy, a taką jest opracowanie Lawrence’a i Newtona.
Oto, w jaki sposób przedstawia się klasyfikacja, do poziomu podrodziny (komentarz na temat przyjętych rozwiązań znajduje się we wspomnianej książce, na s. 779-1006 – tom II).
Liczba rodzin: 166
Uwaga: w związku z częstymi zmianami rangi różnych taksonów, polskie nazwy należy traktować z dużą ostrożnością – zwłaszcza końcówki tych nazw.

### Wersja skrócona
- podrząd Archostemata
- podrząd Myxophaga
- podrząd Adephaga (chrząszcze drapieżne)
- podrząd Polyphaga (chrząszcze wielożerne)
  - seria Staphyliniformia
    - nadrodzina Hydrophiloidea
    - nadrodzina Staphylinoidea

  - seria Scarabaeiformia
    - nadrodzina Scarabaeoidea/Lamellicornia

  - seria Elateriformia
    - nadrodzina Scirtoidea
    - nadrodzina Dascilloidea
    - nadrodzina Buprestoidea
    - nadrodzina Byrrhoidea
    - nadrodzina Elateroidea

  - seria Bostrichiformia
    - nadrodzina Derodontoidea
    - nadrodzina Bostrichoidea

  - seria Cucujiformia
    - nadrodzina Lymexyloidea (drwionki?)
    - nadrodzina Cleroidea
    - nadrodzina Cucujoidea/Clavicornia (buławkoczułkie)
    - nadrodzina Tenebrionoidae/Heteromera (różnostope)
    - nadrodzina Chrysomeloidea (stonkowate/kózkowate)
    - nadrodzina Curculionoidea/Rhynchophora (ryjkowce)

### Wersja pełna

#### podrządArchostemata
- rodzina Ommatidae
  - podrodzina Tetraphalerinae
  - podrodzina Ommatinae
- rodzina Crowsoniellidae
- rodzina Micromalthidae
- rodzina Cupedidae

#### podrząd Myxophaga
- rodzina Lepiceridae
- rodzina Torridincolidae
- rodzina Hydroscaphidae
- rodzina Sphaeriusidae (=Microsporidae, =Sphaeriidae)

#### podrząd Adephaga (chrząszcze drapieżne)
- rodzina Gyrinidae (krętakowate)
  - podrodzina Spanglerogyrinae
  - podrodzina Gyrininae
- rodzina Haliplidae (flisakowate)
- rodzina Trachypachidae
- rodzina Noteridae
  - podrodzina Phreatodytinae
  - podrodzina Noterinae
- rodzina Amphizoidae
- rodzina Hygrobiidae (mokrzelicowate)
- rodzina Dytiscidae (pływakowate)
  - podrodzina Agabetinae
  - podrodzina Aubehydrinae
  - podrodzina Colymbetinae
  - podrodzina Copelatinae
  - podrodzina Coptotominae
  - podrodzina Dytiscinae
  - podrodzina Hydroporinae
  - podrodzina Laccophilinae
  - podrodzina Lancetinae
- rodzina Rhysodidae (zagłębkowate)
  - podrodzina Rhysodinae
- rodzina Carabidae (biegaczowate)
  - podrodzina Paussinae
  - podrodzina Gehringinae
  - podrodzina Omophroninae
  - podrodzina Carabinae
  - podrodzina Cicindelinae (trzyszczowate)
  - podrodzina Hiletinae
  - podrodzina Loricerinae
  - podrodzina Elaphrinae
  - podrodzina Migadopinae
  - podrodzina Siagoninae
  - podrodzina Scaritinae
  - podrodzina Trechinae
  - podrodzina Harpalinae
  - podrodzina Pseudomorphinae
  - podrodzina Brachininae

#### podrząd Polyphaga (chrząszcze wielożerne)
- - seria Staphyliniformia
    - nadrodzina Hydrophiloidea
      - rodzina Hydrophilidae (kałużnicowate)
        - podrodzina Helophorinae
        - podrodzina Epimetopinae
        - podrodzina Georissinae
        - podrodzina Hydrochinae
        - podrodzina Spercheinae
        - podrodzina Horelophinae
        - podrodzina Hydrophilinae
        - podrodzina Sphaeridiinae

      - rodzina Sphaeritidae
      - rodzina Syntelidae
      - rodzina Histeridae (gnilikowate)
        - podrodzina Niponiinae
        - podrodzina Abraeinae
        - podrodzina Trypeticinae
        - podrodzina Trypanaeinae
        - podrodzina Saprininae
        - podrodzina Dendrophilinae
        - podrodzina Onthophilinae
        - podrodzina Tribalinae
        - podrodzina Histerinae
        - podrodzina Hetaerinae
        - podrodzina Chlamydopsinae

    - nadrodzina Staphylinoidea
      - rodzina Hydraenidae/Limnebiidae
        - podrodzina Prosthetopinae
        - podrodzina Hydraeninae
        - podrodzina Ochthebiinae

      - rodzina Ptiliidae (piórkoskrzydłe)
        - podrodzina Ptiliinae
        - podrodzina Nanosellinae
        - podrodzina Cephaloplectinae
        - podrodzina Acrotrichinae

      - rodzina Agyrtidae/Silphidae (omarlicowate)
      - rodzina Leiodidae/Anisotomidae (grzybinkowate)
        - podrodzina Camiarinae
        - podrodzina Catopocerinae
        - podrodzina Leiodinae
        - podrodzina Coloninae
        - podrodzina Cholevinae
        - podrodzina Platypsyllinae

      - rodzina Scydmaenidae
        - podrodzina Mastiginae
        - podrodzina Scydmaeninae

      - rodzina Staphylinidae (kusakowate)
        - podrodzina Glypholomatinae
        - podrodzina Microsilphinae
        - podrodzina Omaliinae
        - podrodzina Empelinae
        - podrodzina Proteininae
        - podrodzina Micropeplinae
        - podrodzina Neophoninae
        - podrodzina Dasycerinae
        - podrodzina Protopselaphinae
        - podrodzina Pselaphinae (marnikowate?)
        - podrodzina Phloeocharinae
        - podrodzina Olisthaerinae
        - podrodzina Tachyporinae
        - podrodzina Trichophyinae
        - podrodzina Habrocerinae
        - podrodzina Aleocharinae
        - podrodzina Trigonurinae
        - podrodzina Apateticinae
        - podrodzina Scaphidiinae
        - podrodzina Piestinae
        - podrodzina Osoriinae
        - podrodzina Oxytelinae
        - podrodzina Oxyporinae (pogrzybnice)
        - podrodzina Megalopsidiinae/Megalopininae
        - podrodzina Steninae
        - podrodzina Euaesthetinae
        - podrodzina Solieriinae
        - podrodzina Leptotyphlinae
        - podrodzina Pseudopsinae
        - podrodzina Paederinae
        - podrodzina Staphylininae

  - seria Scarabaeiformia
    - nadrodzina Scarabaeoidea/Lamellicornia
      - rodzina Lucanidae (jelonkowate)
        - podrodzina Aesalinae
        - podrodzina Nicaginae
        - podrodzina Syndesinae
        - podrodzina Lampriminae
        - podrodzina Penichrolucaninae
        - podrodzina Lucaninae

      - rodzina Passalidae
        - podrodzina Aulacocyclinae
        - podrodzina Passalinae

      - rodzina Trogidae (modzelatkowate)
      - rodzina Glaresidae
      - rodzina Pleocomidae
      - rodzina Diphyllostomatidae
      - rodzina Geotrupidae (gnojarzowate)
        - podrodzina Bolboceratinae
        - podrodzina Geotrupinae
        - podrodzina Lethrinae

      - rodzina Belohinidae
      - rodzina Ochodaeidae (wygonakowate)
        - podrodzina Ochodaeinae
        - podrodzina Chaetocanthinae

      - rodzina Ceratocanthidae/Acanthoceridae
      - rodzina Hybosoridae
      - rodzina Glaphyridae
      - rodzina Scarabaeidae (żukowate)
        - podrodzina Aphodiinae (plugowate)
        - podrodzina Scarabaeinae
        - podrodzina Pachypodinae
        - podrodzina Orphninae
        - podrodzina Allidiostomatinae
        - podrodzina Dynamopodinae
        - podrodzina Aclopinae
        - podrodzina Euchirinae
        - podrodzina Phaenomeridinae
        - podrodzina Melolonthinae
        - podrodzina Rutelinae
        - podrodzina Dynastinae
        - podrodzina Cetoniinae (kruszczycowate)

  - seria Elateriformia
    - nadrodzina Scirtoidea
      - rodzina Decliniidae
      - rodzina Eucinetidae
      - rodzina Clambidae
        - podrodzina Calyptomerinae
        - podrodzina Acalyptomerinae
        - podrodzina Clambinae

      - rodzina Helodidae/Scirtidae

    - nadrodzina Dascilloidea
      - rodzina Dascillidae (popielichowate)
        - podrodzina Dascillinae
        - podrodzina Karumiinae

      - rodzina Rhipiceridae

    - nadrodzina Buprestoidea
      - rodzina Schizopodidae
        - podrodzina Schizopodinae

      - rodzina Buprestidae (bogatkowate)
        - podrodzina Julodinae
        - podrodzina Polycestinae
        - podrodzina Galbellinae
        - podrodzina Chalcophorinae
        - podrodzina Agrilinae
        - podrodzina Buprestinae

    - nadrodzina Byrrhoidea
      - rodzina Byrrhidae (otrupkowate)
        - podrodzina Byrrhinae
        - podrodzina Syncalyptinae
        - podrodzina Amphicyrtinae

      - rodzina Elmidae (osuszkowate)
      - rodzina Dryopidae/Parnidae (dzierożnicowate)
      - rodzina Lutrochidae
      - rodzina Limnichidae
        - podrodzina Hyphalinae
        - podrodzina Limnichinae
        - podrodzina Cephalobyrrhinae
        - podrodzina Thaumastodinae

      - rodzina Heteroceridae (różnoróżkowate)
        - podrodzina Elythromerinae
        - podrodzina Heterocerinae

      - rodzina Psephenidae
        - podrodzina Eubriinae
        - podrodzina Psephenoidinae
        - podrodzina Eubrianacinae
        - podrodzina Psepheninae

      - rodzina Cneoglossidae
      - rodzina Ptilodactylidae
        - podrodzina Anchytarsinae
        - podrodzina Cladotominae
        - podrodzina Aploglossinae
        - podrodzina Araeopidiinae
        - podrodzina Ptilodactylinae

      - rodzina Chelonariidae
      - rodzina Eulichadidae
      - rodzina Callirhipidae

    - nadrodzina Elateroidea
      - rodzina Artematopodidae
        - podrodzina Electribiinae
        - podrodzina Artematopodinae

      - rodzina Brachypsectridae
      - rodzina Cerophytidae
      - rodzina Eucnemidae (goleńczykowate)
        - podrodzina Perothopinae
        - podrodzina Phyllocerinae
        - podrodzina Pseudomeninae
        - podrodzina Palaeoxeninae
        - podrodzina Phlegoninae
        - podrodzina Melasinae
        - podrodzina Eucneminae
        - podrodzina Macraulacinae

      - rodzina Throscidae/Trixagidae (podrywkowate)
      - rodzina Elateridae (sprężykowate)
        - podrodzina Cebrioninae
        - podrodzina Tetralobinae
        - podrodzina Thylacosterninae
        - podrodzina Lissominae
        - podrodzina Semiotinae
        - podrodzina Pityobiinae
        - podrodzina Oxynopterinae
        - podrodzina Agrypninae
        - podrodzina Denticollinae
        - podrodzina Negastriinae
        - podrodzina Diminae
        - podrodzina Elaterinae
        - podrodzina Cardiophorinae
        - podrodzina Hemiopinae
        - podrodzina Physodactylinae
        - podrodzina Eudicronychinae
        - podrodzina Anischiinae
        - podrodzina Subprotelaterinae

      - rodzina Plastoceridae
      - rodzina Drilidae (ślimacznikowate)
      - rodzina Omalisidae (rozgniotkowate)
      - rodzina Lycidae (karmazynkowate)
        - podrodzina Lycinae
        - podrodzina Leptolycinae
        - podrodzina Ateliinae
        - podrodzina Metriorrhynchus
        - podrodzina Erotinae
        - podrodzina Calochrominae

      - rodzina Telegeusidae
      - rodzina Phengodidae
        - podrodzina Rhagophthalminae
        - podrodzina Phengodinae

      - rodzina Lampyridae (świetlikowate)
        - podrodzina Pterotinae
        - podrodzina Ototretadrilinae
        - podrodzina Cyphonocerinae
        - podrodzina Ototretinae
        - podrodzina Amydetinae
        - podrodzina Lampyrinae
        - podrodzina Luciolinae
        - podrodzina Photurinae

      - rodzina Omethidae
        - podrodzina Driloniinae
        - podrodzina Matheteinae
        - podrodzina Omethinae

      - rodzina Cantharidae (omomiłkowate)
        - podrodzina Cantharinae
        - podrodzina Silinae
        - podrodzina Dysmorphocerinae
        - podrodzina Malthininae
        - podrodzina Chauliognathinae

      - rodzina Podabrocephalidae
      - rodzina Rhinorhipidae

  - seria Bostrichiformia
    - nadrodzina Derodontoidea
      - rodzina Derodontidae
        - podrodzina Peltasticinae
        - podrodzina Derodontinae
        - podrodzina Laricobiinae

      - rodzina Jacobsoniidae 1)

    - nadrodzina Bostrichoidea
      - rodzina Nosodendridae
      - rodzina Dermestidae (skórnikowate)
        - podrodzina Dermestinae
        - podrodzina Marioutinae
        - podrodzina Thorictinae
        - podrodzina Orphilinae
        - podrodzina Trinodidae
        - podrodzina Thylodriinae
        - podrodzina Attageninae
        - podrodzina Megatominae

      - rodzina Endecatomidae
      - rodzina Bostrichidae (kapturnikowate)
        - podrodzina Dysidinae
        - podrodzina Polycaoninae
        - podrodzina Bostrichinae
        - podrodzina Psoinae
        - podrodzina Dinoderinae
        - podrodzina Lyctinae (miazgowce)
        - podrodzina Euderiinae

      - rodzina Anobiidae (kołatkowate)
        - podrodzina Eucradinae
        - podrodzina Ptininae (pustoszowate)
        - podrodzina Dryophilinae
        - podrodzina Ernobiinae
        - podrodzina Anobiinae
        - podrodzina Ptilininae
        - podrodzina Alvarenganiellinae
        - podrodzina Xyletininae
        - podrodzina Dorcatominae
        - podrodzina Mesocoelopodinae/Tricoryninae

  - seria Cucujiformia
    - nadrodzina Lymexyloidea (drwionki?)
      - rodzina Lymexylidae (drwionkowate)
        - podrodzina Hylecoetinae
        - podrodzina Lymexylinae
        - podrodzina Melittommatinae

    - nadrodzina Cleroidea
      - rodzina Phloiophilidae
      - rodzina Trogossitidae/Temnochilidae (pawężnikowate)
        - podrodzina Protopeltinae
        - podrodzina Larinotinae
        - podrodzina Peltinae
        - podrodzina Rentoniinae
        - podrodzina Decamerinae
        - podrodzina Lophocaterinae
        - podrodzina Calitinae
        - podrodzina Egoliinae
        - podrodzina Trogossitinae

      - rodzina Chaetosomatidae
      - rodzina Cleridae (przekraskowate)
        - podrodzina Thaneroclerinae
        - podrodzina Tillinae
        - podrodzina Hydnocerinae
        - podrodzina Clerinae
        - podrodzina Epiphloeinae
        - podrodzina Enopliinae
        - podrodzina Tarsosteninae
        - podrodzina Korynetinae

      - rodzina Acanthocnemidae
      - rodzina Phycosecidae
      - rodzina Prionoceridae
      - rodzina Melyridae
        - podrodzina Melyrinae
        - podrodzina Rhadalinae
        - podrodzina Gietellinae
        - podrodzina Dasytinae
        - podrodzina Malachiinae

    - nadrodzina Cucujoidea/Clavicornia (buławkoczułkie)
      - rodzina Protocucujidae
      - rodzina Sphindidae
        - podrodzina Protosphindidae
        - podrodzina Odontosphindidae
        - podrodzina Sphindiphorinae
        - podrodzina Sphindinae

      - rodzina Brachypteridae
      - rodzina Nitidulidae (łyszczynkowate)
        - podrodzina Calonecrinae
        - podrodzina Carpophilinae
        - podrodzina Meligethinae
        - podrodzina Nitidulinae
        - podrodzina Cillaeinae
        - podrodzina Cryptarchinae
        - podrodzina Cybocephalinae

      - rodzina Smicripidae
      - rodzina Monotomidae (obumierkowate))
        - podrodzina Rhizophaginae
        - podrodzina Monotominae

      - rodzina Boganiidae
        - podrodzina Paracucujinae
        - podrodzina Boganiinae

      - rodzina Helotidae
      - rodzina Phloeostichidae
        - podrodzina Phloeostichinae
        - podrodzina Hymaeinae
        - podrodzina Agapythinae
        - podrodzina Myraboliinae
        - podrodzina Priasilphinae
        - podrodzina Tasmosalpinginae

      - rodzina Silvanidae (spichrzelowate)
      - rodzina Passandridae
      - rodzina Cucujidae (zgniotkowate)
      - rodzina Laemophloeidae
      - rodzina Propalticidae
      - rodzina Phalacridae
        - podrodzina Phaenocephalinae
        - podrodzina Phalacrinae

      - rodzina Hobartiidae
      - rodzina Cavognathidae
      - rodzina Cryptophagidae (zatęchlakowate)
        - podrodzina Hypocoprinae
        - podrodzina Cryptophaginae
        - podrodzina Atomariinae
        - podrodzina Alferiellinae 2)

      - rodzina Lamingtoniidae
      - rodzina Languriidae
        - podrodzina Xenoscelinae
        - podrodzina Setariolinae
        - podrodzina Languriinae
        - podrodzina Cryptophilinae
        - podrodzina Toraminae

      - rodzina Erotylidae (zadrzewkowate)
        - podrodzina Dacninae
        - podrodzina Megalodacninae
        - podrodzina Encaustinae
        - podrodzina Tritominae
        - podrodzina Erotylinae

      - rodzina Byturidae (kistnikowate)
        - podrodzina Platydascillinae
        - podrodzina Byturinae

      - rodzina Biphyllidae
      - rodzina Bothrideridae
        - podrodzina Teredinae
        - podrodzina Xylariophilinae
        - podrodzina Anommatinae
        - podrodzina Bothriderinae

      - rodzina Cerylonidae
        - podrodzina Euxestinae
        - podrodzina Loeblioryloninae
        - podrodzina Ostomopsinae
        - podrodzina Murmudiinae
        - podrodzina Ceryloninae

      - rodzina Alexiidae/Sphaerosomatidae
      - rodzina Discolomatidae
        - podrodzina Notiophyginae
        - podrodzina Discolomatinae
        - podrodzina Aphanocephalinae
        - podrodzina Cephalophaninae
        - podrodzina Pondonatinae

      - rodzina Endomychidae (wygłodkowate)
        - podrodzina Merophysiinae
        - podrodzina Holoparamecinae
        - podrodzina Leiestinae
        - podrodzina Eupsilobiinae
        - podrodzina Endomychinae
        - podrodzina Epipocinae/Stenotarsinae
        - podrodzina Lycoperdininae/Eumorphinae
        - podrodzina Mycetaeinae
        - podrodzina Anamorphinae
        - podrodzina Pleganophorinae
        - podrodzina Xenomycetinae

      - rodzina Coccinellidae (biedronkowate)
        - podrodzina Coccidulinae
        - podrodzina Coccinellinae
        - podrodzina Scymninae
        - podrodzina Ortaliinae
        - podrodzina Chilocorinae
        - podrodzina Epilachninae
        - podrodzina Sticholotidinae

      - rodzina Corylophidae/Orthoperidae
        - podrodzina Peltinodinae
        - podrodzina Corylophinae
        - podrodzina Sericoderinae
        - podrodzina Parmulinae

      - rodzina Latridiidae/Corticariinae (wymiecinkowate)
        - podrodzina Latridiinae
        - podrodzina Corticariinae

    - nadrodzina Tenebrionoidae/Heteromera (różnostope)
      - rodzina Mycetophagidae (ścierowate)
        - podrodzina Esarcinae
        - podrodzina Mycetophaginae
        - podrodzina Bergininae

      - rodzina Archeocrypticidae
      - rodzina Pterogeniidae
      - rodzina Ciidae/Cisidae (czerwikowate)
        - podrodzina Sphindociinae
        - podrodzina Ciinae

      - rodzina Tetratomidae
        - podrodzina Piseninae
        - podrodzina Tetratominae
        - podrodzina Penthinae

      - rodzina Melandryidae (śniadkowate/czarńcowate)
        - podrodzina Hallomeninae
        - podrodzina Eustrophinae
        - podrodzina Melandryinae
        - podrodzina Osphyinae/Nothinae

      - rodzina Mordellidae (schylikowate/miastkowate)
        - podrodzina Ctenidiinae
        - podrodzina Mordellinae

      - rodzina Rhipiphoridae (wachlarzykowate)
        - podrodzina Pelecotominae
        - podrodzina Micholaeminae
        - podrodzina Ptilophorinae
        - podrodzina Hemirhipidiinae
        - podrodzina Rhipidiinae
        - podrodzina Rhipiphorinae

      - rodzina Colydiidae (zagwozdnikowate)
        - podrodzina Pycnomerinae
        - podrodzina Colydiinae

      - rodzina Monommatidae/Monommidae
      - rodzina Zopheridae
        - podrodzina Zopherinae
        - podrodzina Usechinae

      - rodzina Ulodidae
      - rodzina Perimylopidae
      - rodzina Chalcodryidae
      - rodzina Tenebrionidae (czarnuchowate/mącznikowate)
        - podrodzina Lagriinae (omięki)
        - podrodzina Phrenapatinae
        - podrodzina Zolodininae
        - podrodzina Tentyriinae/Pimeliinae
        - podrodzina Tenebrioninae
        - podrodzina Alleculinae (cisawki)
        - podrodzina Diaperinae
        - podrodzina Coelometopinae

      - rodzina Prostomidae
      - rodzina Synchroidae
      - rodzina Oedemeridae (zalęszczycowate)
        - podrodzina Calopodinae
        - podrodzina Oedemerinae

      - rodzina Stenotrachelidae/Cephaloidae
        - podrodzina Stenotrachelinae
        - podrodzina Nematoplinae
        - podrodzina Cephaloinae
        - podrodzina Stoliinae

      - rodzina Meloidae (oleicowate/majkowate)
        - podrodzina Eleticinae
        - podrodzina Meloinae
        - podrodzina Nemognathinae/Horiinae

      - rodzina Mycteridae
        - podrodzina Mycterinae
        - podrodzina Lacconotinae
        - podrodzina Hemipeplinae

      - rodzina Boridae (ponurkowate)
        - podrodzina Borinae
        - podrodzina Synercticinae

      - rodzina Trictenotomidae
      - rodzina Pythidae (rozmiazgowate)
      - rodzina Pyrochroidae (ogniczkowate)
        - podrodzina Tydessinae
        - podrodzina Pilipalpinae
        - podrodzina Pedilinae
        - podrodzina Pyrochroinae
        - podrodzina Agnathinae

      - rodzina Salpingidae
        - podrodzina Othniinae/Elacatinae
        - podrodzina Prostominiinae
        - podrodzina Agleninae
        - podrodzina Inopeplinae
        - podrodzina Salpinginae
        - podrodzina Aegialitinae
        - podrodzina Dacoderinae

      - rodzina Anthicidae (nakwiatkowate)
        - podrodzina Eurygeniinae
        - podrodzina Lagrioidinae
        - podrodzina Afreminae
        - podrodzina Macratriinae
        - podrodzina Steropinae
        - podrodzina Ischaliinae
        - podrodzina Copobaeninae
        - podrodzina Lemodinae
        - podrodzina Tomoderinae
        - podrodzina Anthicinae

      - rodzina Aderidae/Euglenidae
      - rodzina Scraptiidae
        - podrodzina Scraptiinae
        - podrodzina Anaspidinae

    - nadrodzina Chrysomeloidea
      - rodzina Cerambycidae (kózkowate)
        - podrodzina Vesperinae
        - podrodzina Oxypeltinae
        - podrodzina Disteniinae
        - podrodzina Anoplodermatinae
        - podrodzina Philinae
        - podrodzina Parandrinae
        - podrodzina Prioninae
        - podrodzina Spondylidinae
        - podrodzina Apatophyseinae
        - podrodzina Necydalinae
        - podrodzina Lepturinae
        - podrodzina Cerambycinae
        - podrodzina Lamiinae

      - rodzina Megalopodidae
        - podrodzina Palophaginae
        - podrodzina Zeugophorinae
        - podrodzina Megalopodinae

      - rodzina Orsodacnidae
        - podrodzina Orsodacninae
        - podrodzina Aulacoscelidinae

      - rodzina Chrysomelidae (stonkowate)
        - podrodzina Sagrinae
        - podrodzina Bruchinae (strąkowcowate)
        - podrodzina Donaciinae
        - podrodzina Criocerinae
        - podrodzina Hispinae
        - podrodzina Chrysomelinae
        - podrodzina Galerucinae
        - podrodzina Lamprosomatinae
        - podrodzina Cryptocephalinae
        - podrodzina Eumolpinae

    - nadrodzina Curculionoidea/Rhynchophora (ryjkowce)
      - rodzina Nemonychidae/Rhinomaceridae (ryjoszowate)
        - podrodzina Nemonychinae
        - podrodzina Rhinorhynchinae
        - podrodzina Cimberidinae/Doydirhynchinae

      - rodzina Anthribidae (kobielatkowate)
        - podrodzina Urodontinae
        - podrodzina Anthribinae
        - podrodzina Choraginae/Araeocerinae

      - rodzina Belidae
        - podrodzina Belinae
        - podrodzina Oxycoryninae
        - podrodzina Aglycyderinae

      - rodzina Attelabidae/Rhynchitidae (tutkarzowate)
        - podrodzina Rhynchitinae/Pterocolinae (podryjkowate)
        - podrodzina Attelabinae

      - rodzina Brentidae
        - podrodzina Eurhynchinae
        - podrodzina Cyladinae
        - podrodzina Brentinae
        - podrodzina Antliarhininae
        - podrodzina Nanophyinae
        - podrodzina Apioninae

      - rodzina Caridae
      - rodzina Ithyceridae
      - rodzina Brachyceridae
        - podrodzina Brachycerinae
        - podrodzina Microcerinae
        - podrodzina Ocladiinae
        - podrodzina Cryptolarynginae

      - rodzina Curculionidae (ryjkowcowate)
        - podrodzina Brachycerinae
        - podrodzina Curculioninae
        - podrodzina Dryophthorinae/Rhynchophorinae
        - podrodzina Cossoninae
        - podrodzina Scolytinae (ogłodki?)
        - podrodzina Platypodinae